# ديريامبا

ديريامبا (بالإنجليزية: Diriamba)‏ بلدية تتبع محافظة كارازو في نيكاراغوا وتقع في جهة الغرب . يبلغ عدد سكانها 31,200 نسمة حسب إحصاء سنة 2005 . تكتسب المدينة شهرة كبيرة بسبب مهرجاناتها المقامة على مدار السنة وجوها المعتدل وأراضيها الزراعية .

## المناخ
يظهر الجدول التالي التغييرات المناخية على مدار السنة لديريامبا:
| البيانات المناخية لـديريامبا      | البيانات المناخية لـديريامبا | البيانات المناخية لـديريامبا | البيانات المناخية لـديريامبا | البيانات المناخية لـديريامبا | البيانات المناخية لـديريامبا | البيانات المناخية لـديريامبا | البيانات المناخية لـديريامبا | البيانات المناخية لـديريامبا | البيانات المناخية لـديريامبا | البيانات المناخية لـديريامبا | البيانات المناخية لـديريامبا | البيانات المناخية لـديريامبا | البيانات المناخية لـديريامبا |
| الشهر                             | يناير                        | فبراير                       | مارس                         | أبريل                        | مايو                         | يونيو                        | يوليو                        | أغسطس                        | سبتمبر                       | أكتوبر                       | نوفمبر                       | ديسمبر                       | المعدل السنوي                |
| --------------------------------- | ---------------------------- | ---------------------------- | ---------------------------- | ---------------------------- | ---------------------------- | ---------------------------- | ---------------------------- | ---------------------------- | ---------------------------- | ---------------------------- | ---------------------------- | ---------------------------- | ---------------------------- |
| متوسط درجة الحرارة الكبرى °م (°ف) | 31.0 (87.8)                  | 32.1 (89.8)                  | 33.6 (92.5)                  | 34.3 (93.7)                  | 34.0 (93.2)                  | 31.4 (88.5)                  | 30.9 (87.6)                  | 31.4 (88.5)                  | 30.3 (86.5)                  | 30.8 (87.4)                  | 30.6 (87.1)                  | 30.8 (87.4)                  | 31.8 (89.2)                  |
| متوسط درجة الحرارة الصغرى °م (°ف) | 20.4 (68.7)                  | 20.6 (69.1)                  | 21.7 (71.1)                  | 22.6 (72.7)                  | 23.4 (74.1)                  | 23.0 (73.4)                  | 22.6 (72.7)                  | 22.4 (72.3)                  | 22.2 (72.0)                  | 22.1 (71.8)                  | 20.9 (69.6)                  | 20.0 (68.0)                  | 21.8 (71.2)                  |
| معدل هطول الأمطار مم (إنش)        | 9 (0.4)                      | 5 (0.2)                      | 3 (0.1)                      | 8 (0.3)                      | 130 (5.1)                    | 224 (8.8)                    | 144 (5.7)                    | 136 (5.4)                    | 215 (8.5)                    | 280 (11.0)                   | 42 (1.7)                     | 8 (0.3)                      | 1٬204 (47.5)                 |
| متوسط الأيام الممطرة (≥ 1.0 mm)   | 1                            | 0                            | 0                            | 0                            | 11                           | 13                           | 15                           | 15                           | 15                           | 15                           | 5                            | 0                            | 90                           |
| متوسط الرطوبة النسبية (%)         | 69                           | 64                           | 62                           | 61                           | 70                           | 80                           | 79                           | 81                           | 82                           | 83                           | 78                           | 73                           | 74                           |
| ساعات سطوع الشمس الشهرية          | 263.5                        | 254.2                        | 291.4                        | 276.0                        | 229.4                        | 186.0                        | 151.9                        | 195.3                        | 210.0                        | 223.2                        | 231.0                        | 248.0                        | 2٬759٫9                      |
| المصدر: Wetter Spiegel online     |                              |                              |                              |                              |                              |                              |                              |                              |                              |                              |                              |                              |                              |

## أعلام
- دانيال رييس
- خوليو روتشا لوبيز
- رافاييل أنخيل كالديرون فورنييه